# Міст Руаяль

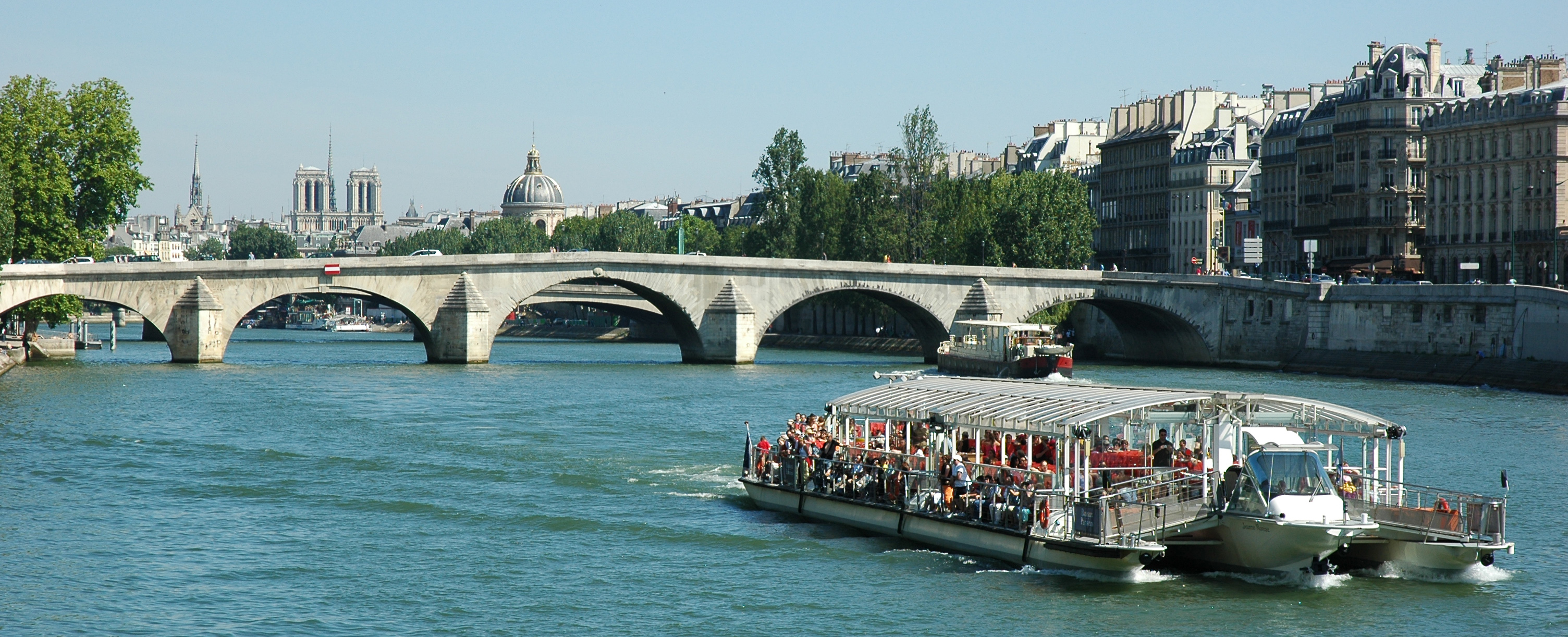
Королівський міст

Міст Руаяль, Королівський міст (фр. Pont Royal) — міст через Сену в Парижі між павільйоном Флори на правому березі і Паризьким Банком на лівому березі Сени. Це третій за віком міст у Парижі, після Пон-Неф і Пон-Марі.

## Історія
У 1632 підприємець П'єр Підоу побудував дерев'яний міст, який став називатися мостом Святої Анни (на честь Анни Австрійської) або Понт-Руж (через свій колір). Він замінив пором, який працював тут з 1550. Цей міст, що складається з п'ятнадцяти арок, вперше був відремонтований в 1649 році, повністю перероблений два роки пізніше, в 1654 згорів, в 1656 затоплений, в 1660 — повністю перебудований, підтриманий на плаву в 1673 і, нарешті в лютому 1684 вісім арок знесено повінню.
У 1685-1689 Людовик XIV профінансував будівництво нового, цього разу кам'яного, мосту і дав йому назву Pont Royal (Королівський міст). У 18 столітті міст був популярним місцем зустрічей для різних свят та урочистостей.
Під час Французької революції, в період після падіння монархії з 10 серпня 1792 і до 1804, назву Pont Royal було змінено на Pont National. У цей час генерал Наполеон Бонапарт (майбутній імператор Франції Наполеон I) встановив на мосту гармати для захисту Національного Конвенту і Комітету громадського порятунку, який знаходився в палаці Тюїльрі. Під час Першої Французької імперії (1804—1814) Наполеон I перейменував міст на Міст Тюїльрі, ця назва протрималася до 1814, коли король Людовик XVIII повернув мосту його стару назву. Остання реконструкція мосту пройшла в 1850.
У 1939 оголошений історичною пам'яткою, як і Пон-Неф та Пон-Марі.

## Галерея

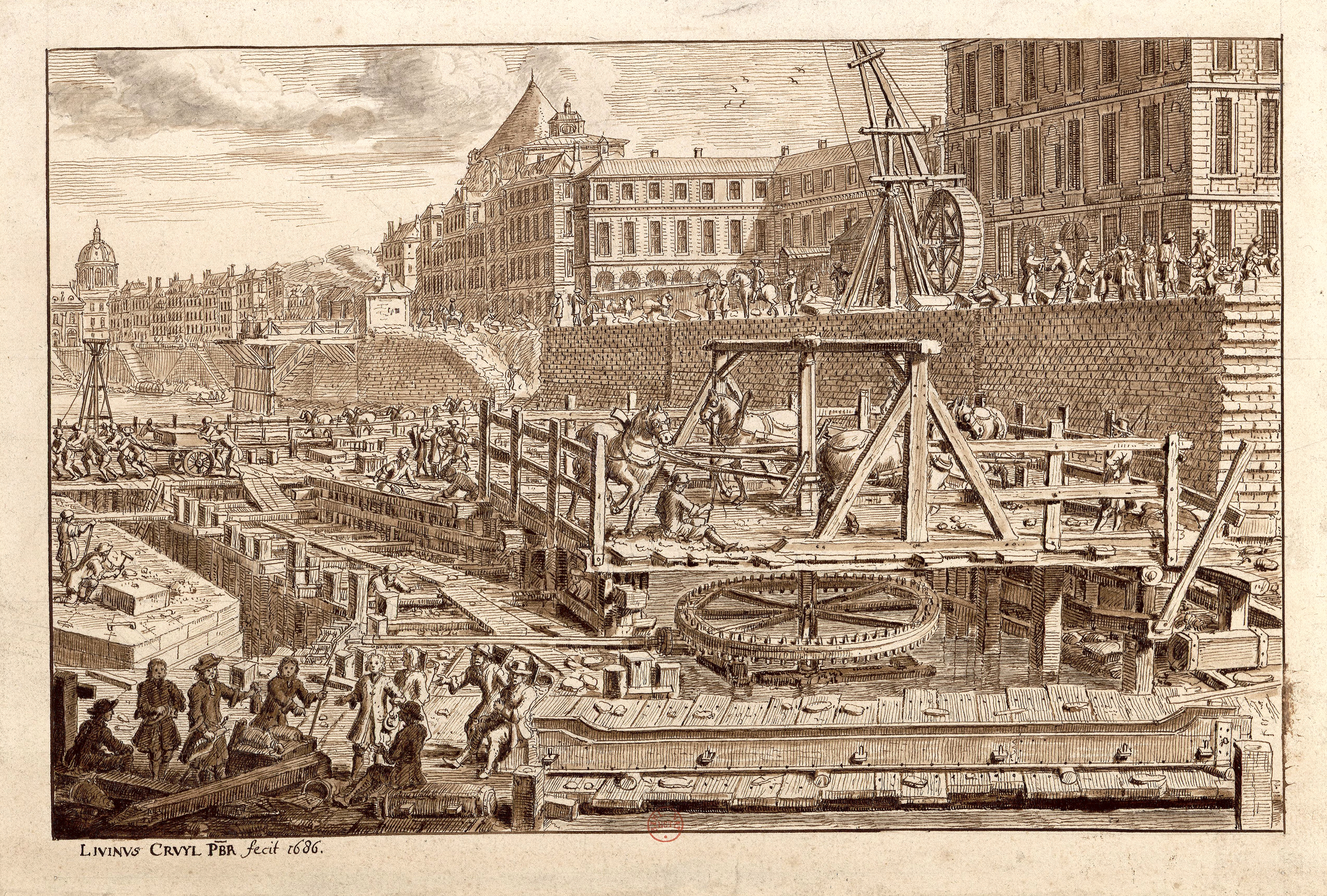
Будівництво мосту в 1686
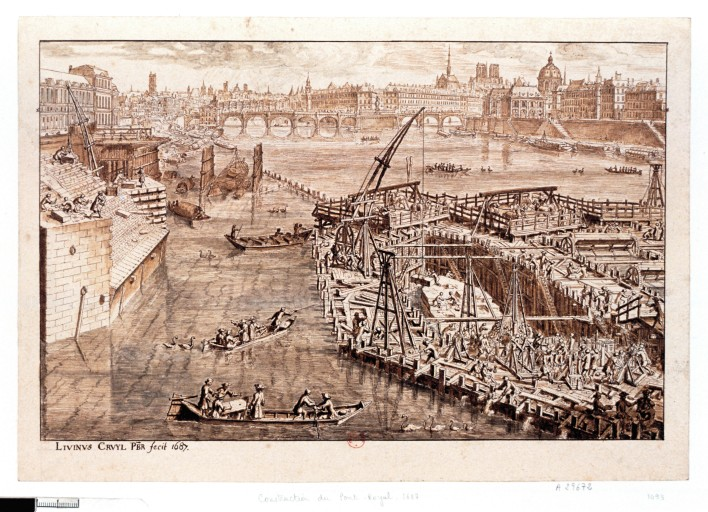
Будівництво мосту в 1687
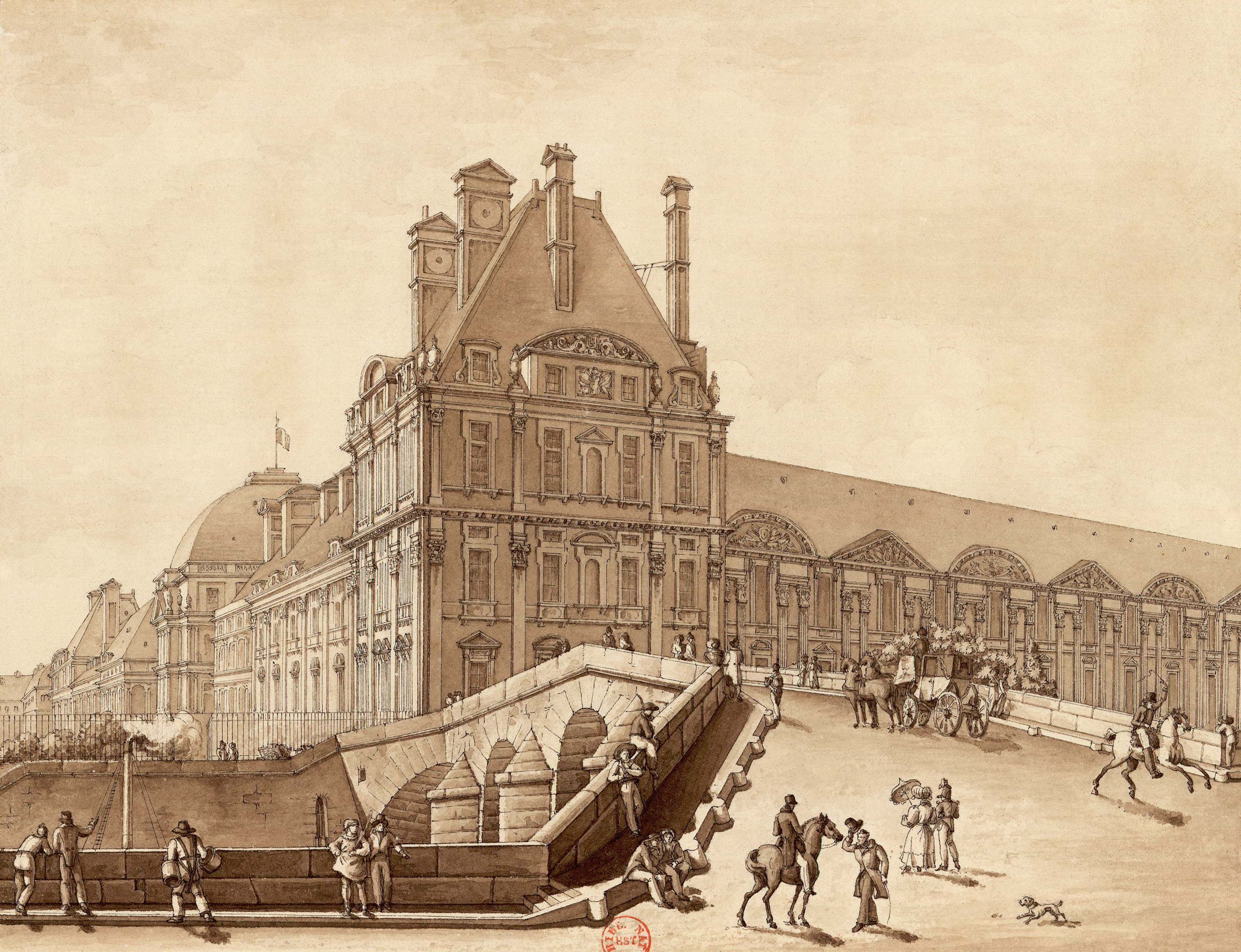
Мост і Павільйон Флори в 1814
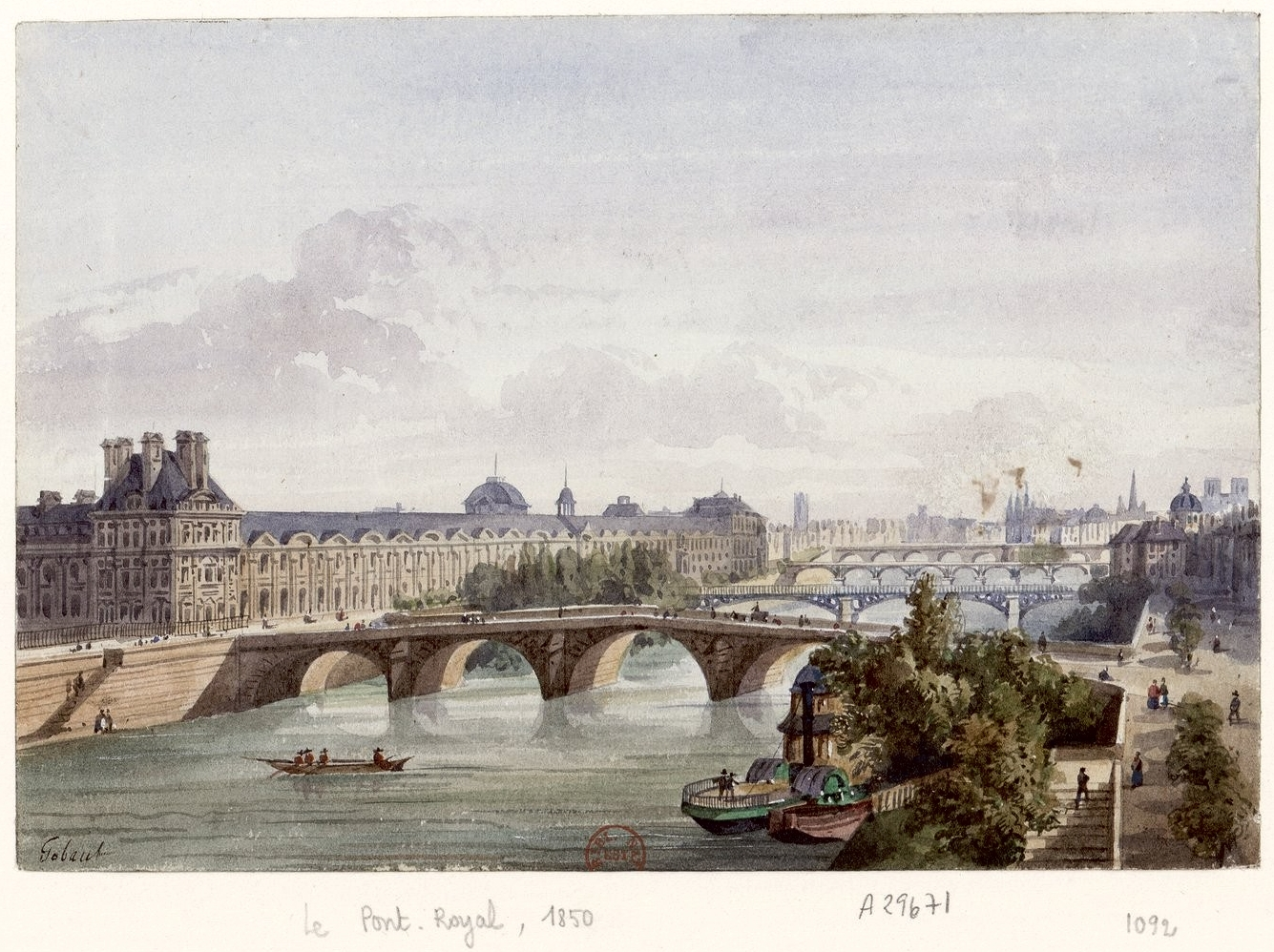
Міст Руаяль в 1850